# Paula Luchsinger
Paula Luchsinger Escobar (Santiago, 24 de diciembre de 1994) es una actriz chilena de cine y televisión, reconocida por su participación en la película El Conde (2023), la serie La jauría (2020), la película Ema (2019) y distintas telenovelas chilenas, entre ellas, Yo soy Lorenzo (2019).

## Carrera artística
Estudió Actuación en la Escuela de Teatro de la Pontificia Universidad Católica de Chile. Posteriormente, realizó un Diplomado en Estética y Filosofía en la misma universidad, y un Diplomado en Biología del Conocer y Comunicación Humana en la Universidad de Chile. 
De forma paralela a sus estudios universitarios, a los 20 años debutó en televisión, iniciando una prolífica carrera nacional e internacional en cine y televisión, que la hicieron ser considerada por actores del medio chileno como "uno de los talentos más prometedores de su generación", siendo destacada como «Una estrella en ascenso» en la portada de la Revista Wiken del 7 de agosto de 2020.Posteriormente, el 7 de mayo de 2022, fue distinguida como «Actriz Revelación» en Chile por el diario El Mercurio.

### Televisión

#### Telenovelas
Su carrera televisiva comenzó con telenovelas en la cadena de televisión Mega, el canal con las producciones dramáticas más vistas en Chile. En 2015 participó en un episodio de la telenovela Papá a la deriva. Luego, pasó a formar parte del elenco estable del área dramática del canal. 
Durante 2016 y 2017 participó de su primera telenovela, Señores papis, en la que interpretó a Ignacia Pereira, la hija de los personajes de Francisco Melo y Francisca Imboden.
Durante el 2017 y 2018 participó en la telenovela Tranquilo papá, en donde interpretó a Madonna Poblete. 
Durante 2019 y 2020 interpretó al personaje principal antagonista de Blanca en la telenovela musical Yo soy Lorenzo, ambientada en los años 1960, papel para el cual tuvo que tomar clases de baile y estudiar películas y series televisivas de la época. En la telenovela, tuvo que interpretar además la canción «Tú serás mi baby».
En 2021 protagonizó dos telenovelas en Mega. Fue coprotagonista de la telenovela Edificio Corona. También, interpretó un papel antagónico en la telenovela Amar Profundo, interpretando a Jeimy Contreras, una joven extravagante que no soportaba las precariedades de la caleta, pero que debido a una deuda familiar, se vio obligada a sumarse al negocio de la pesca artesanal. Por este papel fue ganadora de la categoría «Mejor interpretación juvenil» en los Premios Foronovelas 2022.
En 2023 actuó en la telenovela Dime con quién andas de Paramount+ y Chilevisión, interpretando a Bruna Ayala, uno de los papeles  co-protagónicos de la trama.
Un año después, regresaría a Mega para interpretar a Lucrecia Santa María, en la hoy icónica telenovela dramática y de época El señor de La Querencia, producción ganadora de un Premio Produ como "Mejor Guión de Telenovela o Superserie" y de 4 Premios Caleuche por cuatro categorías distintas dentro del rubro Telenovela siendo esta producción la primera en ganarlas en la historia de esta entrega de premios en sus 9 años. Allí, comparte escenas con Francisca Walker, Francisco Dañobeitía e Ignacia Baeza.

#### Series
En 2019, apareció en dos episodios de la serie Los Espookys de la cadena de televisión HBO.
En 2020 estrenó su primera serie, La jauría, un drama policial producido por la productora audiovisual Fábula y la empresa Fremantle para Televisión Nacional de Chile, estrenada en Latinoamérica y España por Prime Video y por HBO Max en Estados Unidos, la cual fue incluida por la Revista Variety en su lista de las mejores series internacionales del año 2020.
Por su interpretación en el papel protagónico de Celeste Ibarra fue nominada a «Actriz Revelación» en los Produ Awards de 2020, preseleccionada a «Mejor Interpretación Femenina de Reparto» en la octava edición de los Premios Platino de 2021, fue ganadora de la categoría «Mejor Interpretación Femenina de Reparto» de los Premios Estrella ese mismo año, y fue nominada a «Mejor Actriz Protagónica» en los Premios Caleuche de 2022. Anteriormente, asistió a la gala del Festival de Cine de Zúrich de 2019 como representante del elenco de la serie. En entrevista con BBC, Luchsinger destacó que la serie "rompe con varios paradigmas, porque está protagonizada por mujeres, y mujeres fuertes. Y eso muestra un cambio muy importante frente a los productos televisivos donde sólo los hombres eran protagonistas", agregando que "lo que hay en la serie es una muestra de las mujeres exigiendo sus derechos. No es una guerra contra los hombres, porque el feminismo no quiere eso. Quiere la igualdad de derechos y eso queda en evidencia a lo largo de los capítulos".

### Cine
Durante 2019 estrenó su primera película, Ema, rodada en Valparaíso, dirigida por Pablo Larraín y producida por Fábula, donde realizó el papel de reparto de María, papel para el cual tuvo que tomar clases de danza y teñir su cabello completamente de color celeste. La película tuvo su estreno mundial en el Festival Internacional de Cine de Venecia, donde fue seleccionada para competir por el León de Oro 2019, premio principal de la Mostra, teniendo una gran recepción de la crítica. En entrevista en Revista Ya de El Mercurio, Luchsinger destacó sobre las personas que protagonizaron la película que "en los cuerpos de estas mujeres están encarnadas ideas tan potentes como la libertad y la rebeldía. También siento que son mentes femeninas muy poco visitadas, o asociadas a lo malo: la mujer fuerte, sensual, siempre es la enemiga y nunca la heroína, como sí lo es en este caso, Ema".
En 2023 estrenó su segunda película, El Conde, dirigida por Pablo Larraín, producida por Fábula y Netflix, la cual fue estrenada en la 80.ª edición del Festival Internacional de Cine de Venecia el 30 de agosto de 2023 (siendo seleccionada para competir por el León de Oro 2023 y galardonada con el Premio Osella a mejor guion) y por Netflix a nivel mundial el 15 de septiembre de 2023. En esta, interpretó el personaje de la Monja Carmen, personaje principal antagónico del filme. Su actuación tuvo muy buena recepción por la crítica especializada, por lo significativo en la trama, la compleja personalidad y capacidades demostradas del personaje, como por lo cercana a la representación de María Falconetti en la película La Pasión de Juana de Arco de Carl Theodor Dreyer; destacando las críticas realizadas por algunas de las principales revistas de arte y cultura de Estados Unidos, en las que catalogaron la actuación de Luchsinger como la más notable de la película. Entre estas, la del crítico de cine Anthony Lane de la revista The New Yorker, quien afirmó que “nadie en la película causa un impacto más sorprendente que Luchsinger”; David Canfield de Vanity Fair, quien explicitó que "la auténtica revelación de El Conde es Carmencita"; Bilge Ebiri de la revista Vulture, quien catalogó que la actuación de Luchsinger con “el personaje de Carmen, la monja, es fascinante"; y la de Justin Chang del diario Los Ángeles Times, quien dio cuenta que el personaje de "Carmen, es la figura más interesante y con más habilidades de la película". El mismo director de la película, Pablo Larraín, declaró a la revista Vanity Fair que "Paula es una de las más grandes artistas de nuestra lengua".  Luchsinger asistió en representación del elenco al estreno de la película en la 80.ª edición del Festival Internacional de Cine de Venecia. Durante la conferencia de prensa internacional, dio cuenta a la Revista Variety la importancia de la obra en el contexto de la conmemoración de los 50 años del golpe de Estado en Chile, relevando que “esta es una película que puede iniciar una conversación nacional”, agregando que “hay un resurgimiento de la extrema derecha en Chile y esta es una película necesaria porque nos recuerda que Pinochet quedó impune”. De igual forma, en la alfombra roja del estreno de la cinta, el estilo y elegancia de su look fue destacado por la revista Voguey otros medios chilenos.Por su actuación fue nominada a «Mejor Actriz Protagónica» en los Premios Caleuche de 2024.

## Filmografía

### Televisión
| Año       | Programa                 | Personaje            | Rol                  |
| --------- | ------------------------ | -------------------- | -------------------- |
| 2015      | Papá a la deriva         | Amiga de Felipe      | Papel extra          |
| 2016-2017 | Señores papis            | Ignacia Pereira      | Papel de soporte     |
| 2017-2018 | Tranquilo papá           | Madonna Poblete      | Papel de soporte     |
| 2019      | Los Espookys             |                      | Papel extra          |
| 2019-2020 | Yo soy Lorenzo           | Blanca Noriega       | Papel antagonista    |
| 2020      | La jauría                | Celeste Ibarra       | Papel protagonista   |
| 2021      | Edificio Corona          | Catalina Manzano     | Papel coprotagonista |
| 2021-2022 | Amar profundo            | Jeimy Contreras      | Papel antagonista    |
| 2023      | Dime con quién andas     | Bruna Ayala          | Papel de soporte     |
| 2024      | El señor de La Querencia | Lucrecia Santa María | Papel de soporte     |

### Cine
| Año  | Película | Personaje    | Rol                |
| ---- | -------- | ------------ | ------------------ |
| 2019 | Ema      | María        | Papel de soporte   |
| 2023 | El Conde | Monja Carmen | Papel protagonista |

## Premios
| Año  | Premio           | Categoría                                | Obra      | Resultado       |
| ---- | ---------------- | ---------------------------------------- | --------- | --------------- |
| 2020 | Premios Produ    | Mejor Actriz Revelación                  | La jauría | Nominada        |
| 2021 | Premios Platino  | Mejor Interpretación Femenina de Reparto | La jauría | Preseleccionada |
| 2021 | Premios Estrella | Mejor Interpretación Femenina de Reparto | La jauría | Ganadora        |
| 2022 | Premios Caleuche | Mejor Actriz Protagónica                 | La jauría | Nominada        |
| 2024 | Premios Caleuche | Mejor Actriz Protagónica                 | El Conde  | Nominada        |